# Ray Mantilla
Raymond Mantilla (* 22. Juni 1934 in der Bronx, New York City; † 21. März 2020 in Manhattan, New York City) war ein US-amerikanischer Jazzschlagzeuger und Perkussionist.

## Leben und Wirken
Mantilla war seit den 1950er Jahren aktiv und durch den Afro Cuban Jazz geprägt. Zunächst spielte er in Combos des Latin Jazz wie dem La Playa Sextet, bei Xavier Cugat, Lou Perez, Rene Touzet, Miguelito Valdez und Monguito Conjunto. Er begleitete aber schon 1955 Eartha Kitt. 1960 ging er mit Herbie Mann auf Tour und wurde von Max Roach für die Aufnahme zur Freedom Now Suite herangezogen. Anschließend nahm er mit Al Cohn (1961), Freddie Hubbard, Buddy Rich und Larry Coryell auf. Zwischen 1963 und 1969 leitete Mantilla eine Band in Puerto Rico, bevor er 1970 eines der Gründungsmitglieder von Roachs Perkussionsensemble M’Boom wurde.
Während der frühen 1970er war er ein Mitglied der Jazz Messengers von Art Blakey, mit denen er auch in Europa und Japan spielte. Darüber hinaus arbeitete er mit Gato Barbieri, Joe Farrell (1974), Richie Cole, Don Pullen (1976–77), Charles Mingus (Cumbia & Jazz Fusion, 1977), Walter Bishop junior, Jeremy Steig, Karl Ratzer und Morgana King (1979). Mit Dizzy Gillespie ging er 1977 in Kuba auf Tournee.
1979 gründete er seine eigene Ray Mantilla Space Station. Während der 1980er arbeitete er mit so unterschiedlichen Musikern wie Muhal Richard Abrams, Kenny Burrell, Shirley Scott oder Warren Chiasson. In den 1990er Jahren arbeitete er mit dem von Bobby Watson und ihm geleiteten Jazz Tribe. In seinen letzten Jahren belebte er seine Space Station wieder. Mantilla starb im März 2020 im New York-Presbyterian/Columbia University Medical Center. Posthum erschien Mitte 2020 Mantillas letztes Album Rebitth.

## Diskographische Hinweise
- Mantilla (Inner City Records, 1978)
- Hands of Fire (Red Records, 1984)
- Synergy (Red, 1986)
- Dark Powers (Red, 1988)
- The Next Step (Red, 2000)
- Man-Ti-Ya (Savant Records, 2004)
- Good Vibrations (Savant, 2006)